# Kabinett Ewald
Das Kabinett Ewald bildete vom 4. Februar 1906 bis 11. November 1918 die letzte von Großherzog Ernst Ludwig berufene Landesregierung des Großherzogtums Hessen. Im Zuge der Novemberrevolution 1918 wurde die Regierung durch eine vorläufige Landesregierung unter Führung der SPD abgelöst. 
| Amt                                                     | Name |
| ------------------------------------------------------- | --- |
| Staatsminister Äußeres und Großherzogliches Haus Justiz | Carl von Ewald |
| Inneres                                                 | Ernst Albrecht Braun, 5. Februar 1906 – 27. Februar 1910 Friedrich von Hombergk zu Vach, ab 27. Februar 1910                                         |
| Finanzen                                                | Feodor von Gnauth, 4. Februar 1906 – 27. Februar 1910 Ernst Albrecht Braun, 27. Februar 1910 – 15. November 1915 Johann Becker, ab Januar 1916 (NLP) |